# Quadroc

El quadroc (del llatí quadroch) va ser el marc jurisdiccional de l'Estany de Banyoles i les seves ribes, propietat dels monjos del Monestir de Sant Esteve de Banyoles. L'historiador Pere Alsius i Torrent, que hi dedicà un article, n'identificà la menció més antiga en la definició dels límits en la consagració de l'església de Santa Maria de Porqueres el 1182, amb relació a que al cantó de llevant limitava amb aquest marc o "quadroc" de Banyoles que incloïa l'Estany i les seves ribes:
Termina autem prefate ecclesie ita se habent: ab orientali parte usque ad Quadroch; ab occidentali parte usque ad montem de Speculo; a meridiana parte usque ad podium de Stagello, et ascendit usque ad mansum de Olivariis includens ecclesiam sancti Mauricii de Calvis, cum omnibus suis terminis et ascendit eciam usque ad podium de cote.
En aquest document el bisbe establia que el culte es sostingués amb els delmes «dels terrenys que es trobaven des de Quadroc, a orient o llevant, fins a la muntanya de l'Espill, a occident o ponent». Una altra interpretació ha estat el fet que el quadroc seria el petit espai de terra que hi havia entre l'església i l'estany, atenent al fet que el Diccionari Alcover-Moll descriu el terme «quadró» com «parcel·la de terra de conreu, més petita que el quintar i situada més prop de les cases».